# Вільям Фіцрой, 6-й герцог Графтон
Вільям Генрі Фіцрой, 6-й герцог Графтон (5 серпня 1819 — 21 травня 1882), віконт Іпсвіч до 1847 року та граф Юстон між 1847 і 1863 роками - британський пер і політик Ліберальної партії. Народився в Лондоні, здобув освіту в Гарроу, а потім вступив до Королівського військового коледжу в Сендгерсті.

## Біографія
Він був сином Генрі Фіцроя, 5-го герцога Графтона, і його дружини Мері Керолайн Берклі, які одружилися 20 червня 1812 року в Лісабоні. У той час його батько був офіцером, воюючи у війську герцога Веллінгтона у війні на півострові.
На загальних виборах 1847 року він був обраний без конкурентів членом парламенту від району Тетфорд у Норфолку, місце, яке займав його батько з 1834 до 1841 року. Його переобирали без заперечень на наступних трьох загальних виборах, і він утримував це місце, доки не отримав статус перства свого батька в 1863 році.
10 лютого 1858 Графтон одружився з Марі Енн Луїзою Берінґ (18 листопада 1833 — 8 квітня 1928), дочкою Френсіса Берінґа, 3-го барона Ешбертона. Щороку він проводив зиму та весну в Єрі, оскільки він і його дружина не мали доброго здоров'я.
У 1860 році він був призначений підполковником 1-го адміністративного волонтерського батальйону Нортгемптонширських стрільців.
Він помер бездітним у 1882 році у віці 62 років у Лондоні, і його наступником на посаді герцога Графтона став молодший брат Август.

Герб герцога Графтона